# Cryptanura tuberculata
Cryptanura tuberculata là một loài tò vò trong họ Ichneumonidae.